# 米哈伊尔·伊万诺维奇·扎苏利奇
米哈伊尔·伊万诺维奇·扎苏利奇（俄语： 1843年12月24日—1910年）俄罗斯帝国陆军将领，1877年－1878年参加俄土战争，1904年至1905年日俄战争期间参与了鸭绿江会战被日军击败，后又参加辽阳会战、沙河会战、奉天会战，皆战败逃跑。